# Reynald Pedros
Reynald Pedros (* 10. října 1971 Orléans) je bývalý francouzský fotbalista. Reprezentoval Francii v letech 1993–1996, sehrál za ni 25 zápasů a vstřelil čtyři góly (tři v přátelských utkáních, jeden v kvalifikaci na mistrovství Evropy, roku 1995 do sítě Ázerbájdžánu). Na následném mistrovství Evropy 1996 získal s francouzskou reprezentací bronzovou medaili. Výrazně, jakkoli pro Francouze neblaze, zasáhl do historie tohoto šampionátu, neboť to byl právě on, komu v rozhodujícím semifinálovém penaltovém rozstřelu s Českem brankář Petr Kouba penaltu chytil, načež Miroslav Kadlec proměnil a poslal Čechy do finále. To také znamenalo konec Pedrosovy reprezentační kariéry a v podstatě i kariéry celé, neboť média a fanoušci mu slabě kopnutou penaltu vyčítaly. Odešel raději do zahraničí, kde se pokoušel dosud slibnou kariéru restartovat (hrál v Itálii, Kataru či Švýcarsku), ale už se mu to nikdy v zásadě nepodařilo. Nejslavnější část kariéry prožil v klubu FC Nantes (1990–1996), kde tvořil obávanou útočnou trojici s Patricem Lokem a Nicolasem Ouédecem, a s nímž získal v sezóně 1994/95 titul mistra Francie. Po skončení hráčské kariéry se stal trenérem ženských týmů. S ženským týmem Olympique Lyon dvakrát vyhrál Ligu mistrů a v roce 2018 byl mezinárodní fotbalovou federací FIFA vyhlášen nejlepším trenérem v ženském fotbale. Od listopadu 2020 je trenérem ženské reprezentace Maroka. Působí také jako fotbalový expert v týmu komentátorů francouzské televize Canal+.